# Xen
Xen是开放源代码虚拟机监视器，由XenProject开发，能夠在单个计算机运行多达128个有完全功能的操作系统。
在舊（無虛擬硬件）的處理器上執行Xen，操作系统必须进行显式地修改（“移植”）以在Xen上运行（但是提供对用户应用的兼容性）。这使得Xen无需特殊硬件支持，就能达到高性能的虚拟化。
2013年4月，Linux基金会宣布Xen成为Linux基金会合作项目。

## 使用
IBM经常在其主机和服务器上使用虚拟机来尽可能发挥其性能，并类似chroot监禁那样将程序置于隔离的虚拟OS中以增强安全性。除此之外，它还能使不同和不兼容的OS运行在同一台计算机上。Xen支持在运行时进行迁移，保证正常运行并且避免宕机。

## Xen的半虚拟化
Xen通过一种叫做半虚拟化的技术获得高效能的表现（较少的效能损失，典型的情况下大约损失2%，在最糟的情况下会有8%的效能耗损；与其它使用完全的虚拟化却造成最高到20%损耗的其他解决方案形成一个明显的对比），甚至在某些与传统虚拟技术不友好的架构上（如x86），Xen也有极佳的表现。但是这要求虚拟机使用经过修改的客户端操作系统。与那些传统透过软件模拟实现硬件的虚拟机不同，在3.0版本及在Intel VT-X支援前的Xen需要让客户端操作系统（guest operating systems）与Xen API进行连接。到目前为止，这样连结已经可以运用在NetBSD、GNU/Linux、FreeBSD和贝尔实验室的Plan 9系统上。在Brainshare 2005 （页面存档备份，存于）会议上，Novell展示了NetWare与Xen的连通。与Windows XP连通的技术曾在Xen开发初期进行，但微软的协议未能允许它发布。Sun微系统公司也正积极研究Solaris与Xen的连结，使其能在Xen平台上运作。

## Xen的完全虚拟化
Intel为Xen贡献了补丁以支持其VT-X架构扩展，而AMD则进行修改以支持其AMD-V架构扩展。如果系统处理器支持虛拟硬件扩展（Intel和AMD对本地支持虚拟化的扩展），这项技术将允许未经修改的操作系统运行在Xen虚拟机中。事实上，这意味着性能的提升，用户也可以在不违背任何修改限制协议的情况下对Windows进行虚拟。也就是说，Xen的完全虚拟化模式允许Xen虚拟机运行未经修改的Windows等操作系统。但是在x86平台上，只有支持x86虚拟化的电脑才支持Xen的全虚拟化模式。Xen的完全虚拟化依赖于QEMU。

## 虚拟机的迁移
Xen虚拟机可以在不停止的情况下在多个物理主机之间即时迁移（live migration）。在操作过程中，虚拟机在没有停止工作的情况下内存被反复的复制到目标机器。虚拟机在最终目的地开始执行之前，会有一次60-300毫秒的非常短暂的暂停以执行最终的同步化，给人无缝迁移的感觉。类似的技术被用来暂停一台正在运行的虚拟机到磁盘，并切换到另外一台，第一台虚拟机在以后可以恢复。

## 系統平台支援
Xen目前可以运行在x86和x86-64系统上。

## 類Unix系统的Xen
- Red Hat的RHEL及其衍生版本（如CentOS）从RHEL 6开始，已使用KVM作为默认的虚拟化技术。
- Debian
- Ubuntu
- FreeBSD
- OpenBSD
- NetBSD

## 引用
1. ↑  . Ian Jackson. Dec 2, 2021  [Dec 3, 2021]. （原始内容存档于2021-12-03）.
2. ↑  （英文）Xen to Become Linux Foundation Collaborative Project （页面存档备份，存于）